# Didemnum aratore
Didemnum aratore är en sjöpungsart som beskrevs av Kott 2004. Didemnum aratore ingår i släktet Didemnum och familjen Didemnidae. Inga underarter finns listade i Catalogue of Life.